# 請叫我英雄
《請叫我英雄》是日本漫畫家花澤健吾所創作的一部漫畫，於《Big Comic Spirits》（小學館），2009年開始連載，2017年完結，全264話。台灣中文版由東立出版社出版。曾獲得日本漫畫大賞2010年第4名、漫畫大賞2011年第3名、漫畫大賞2012年第8名、第58屆小學館漫畫賞一般向部門獎項。
2016年推出真人電影，有大泉洋、有村架純、長澤雅美等演員參與。

## 劇情簡介
故事發生於2009年的現代日本，35歲的鈴木英雄是一名逐漸泡沫的漫畫家。儘管努力想要職業漫畫家的行列，分鏡稿卻一再被退，英雄逐漸的失去信心，也對擔任助手的工作室的同事感到厭惡。唯一的慰藉就是他的女友徹子，但徹子卻經常與擔任職業漫畫家的前男友聯絡。
在這樣的日常生活下，電視的新聞不停出現有人被咬的新聞……一心希望成為出色漫畫家的鈴木英雄，卻只繼續沉迷於他的漫畫世界內；直至工作室的同事，甚至女友徹子亦相繼受到感染，變成可怕的咬人狂魔，他才懂得帶著打獵用的散彈槍及子彈慌忙逃走。市內一片混亂，鈴木英雄救回幾乎被喪屍噬咬的高中女生比呂美，兩人結伴逃走，抵達市郊一大型購物商場，遇上曾任護士的藪及一群仍未被感染的生還者。他們靠商場的物資提供生活所需並建成一個小社區，共同抵抗前來襲擊的喪屍。然而，小社區不久即被喪屍攻破，鈴木英雄與他的散彈槍，聯同比呂美及藪，必須為人類的最後生存機會奮戰！

## 登場人物

### 主要角色
鈴木英雄
本作主角。35歲。沒落的漫畫家，筆名「鼻糞林檎」，目前擔任職業漫畫家松尾的繪圖助手。住在練馬區三原台的關越自動車道高架旁。
興趣是飛盤射擊，是「雜司谷槍枝俱樂部」的會員，並持有一把雙管霰彈槍（也稱 雙管獵槍）（新SKB MJ-7 （页面存档备份，存于））。
矢島
英雄妄想的虛構人物。娃娃臉且身材嬌小。
早狩比呂美
右眼下方有一顆痣，長頭髮的高中女生。在時參加了位於富士山林間學校的校外教學，同房的紗衣提議玩試膽量的遊戲，並用猜拳決定人選，決定出的人選要去富士山的洞穴拍照，最終比呂美被選中，在富士山的樹海中遇見了英雄。
藪 / 小田鶇
英雄在「御殿場高級過季名牌暢貨中心」（御殿場Premium outlet）屋頂上遇見的避難女性。逃難前的職業是護士。

### 其他角色
黒川徹子
英雄的戀人。前男友是中田。曾在松尾的工作室擔任助手，並認識當時接替中田助手位置的英雄，之後交往。
中田古呂利
職業漫畫家。以前在松尾的工作室裡工作，3年前出道後由英雄接替助手。徹子的前男友。
松尾
職業漫畫家。有妻子和小孩，但和女助手小滿有外遇關係。
三谷
松尾的首席助手。40多歲。高中畢業後就成為助手。
同事助理
松尾的男助手。頭髮中分、戴眼鏡。
小滿
松尾的女助手。頭髮綁著辮子、臉有雀斑、戴眼鏡。
帕西
英雄的助理聯繫兼熟人。
佐田和也
周遭的人都稱他「和先生（カズさん）」。超學館週刊Strip編輯者。英雄的責任編輯。
紗衣
比呂美的同學。
可奈子
比呂美的同學。
荒木
自稱郵購目錄的專屬攝影師。
伊浦
購物中心御殿場Premium outlet屋頂上的非感染者社群裡的實際領導。武器是十字弓。
珊瑚
購物中心御殿場Premium outlet屋頂上的非感染者社群裡的領導，但實際上是伊浦在領導，珊瑚只是穿著國王的新衣。
目白
珊瑚的手下。
黑澤
購物中心御殿場Premium outlet的前職員。
田村
珊瑚的手下。
香織
新人女漫畫家。和編輯一同前往台灣，第一天時在士林夜市腳遭到咬傷，而在隔天前往九份後發作。

### 來一夥
來
本名、年齡不詳，自稱「尼特族（自宅警備員）」，從小學開始就窩在家裡。在YouTube撥放了自己將被感染的母親殺掉的影片，造成了轟動。平時只穿著四角的白色內褲，留著一頭長髮。
江崎崇
住在埼玉縣久喜市的青年。在感染事件爆發後，一直窩在房間裡，其父母已遭到感染，最後被來栖等人救出房間，並依照來栖的指示殺了被感染的母親。中學時，被春樹的表哥「阿奧」欺負過。
毅
救出江崎的其中一人。戴著眼鏡且性格冷靜的男性。來栖的右手，後來變成ZQN。
丹耶禮
救出江崎的其中一人。外國人。後來因為被咬而被來栖給殺了。
女
救出江崎的其中一人。和其他成員幾乎沒有交談，似乎是小田的妹妹。
苫米地
藏身在來的基地的男人，滿臉鬍渣。負責武器製作，擁有駕駛直昇機執照。使用業餘無線電與其他生還者聯絡。在騷動發生當時，逃到附近的小學裡，並失去了家人。
伯母
本名不詳，周遭的人都稱作「伯母」。中年的女性主婦。負責煮飯。
春樹
藏身在來的基地的男中學生。江崎的母校學生（6年的後輩）。第128話時，加入偵察部隊前往九喜第三中學。其表哥「阿奧」（原姓為奧田，改姓後被春樹稱作「小響」。）在中學時為江崎的同學，並常欺負江崎。
城
藏身在來的基地的女生，綁著雙馬尾。和春樹同為初中同學。其家人曾傳簡訊告知他們在九喜第三中學避難。第128話時，加入偵察部隊前往九喜第三中學。259話逃離時從直昇機墜落死亡
羽生兄妹（兄：羽生、妹：羽生富貴子）
後援部隊。兄妹兩人均拿著改裝後的十字弓。第127話時，江崎將食物和箭送給羽生兄妹的小屋，羽生兄妹和江崎計畫利用花壇的船逃到東京，後來兩人於叛變中被來栖殺害。
帶著鏟子的男人
本名不詳。帶著兩個鏟子。在學校裡等著來栖。

## 用語
「多臟器不全以及反社會性人格障礙」（Multiple Organ Dysfunction Syndrome And Antisocial Personality Disorder）
本作中對此感染症的病名。
ZQN
在本作中，網路上的匿名BBS裡的網友對感染者的稱呼。
在119話中，春樹為了確認剛回到基地的江崎崇和毅有無感染，而將其帶上手銬關在浴室裡3小時。
ZQN的似乎是遵循生前的生活習慣在活動的。根據苫米地的觀察和推測，儘管ZQN遵循著習慣，仍無法正確地回到家。不過，ZQN似乎緩慢得朝著南方移動。也就是說，ZQN雖然不具個人意志，但ZQN全體似乎有某種意志。

## 出版書籍
| 卷數 | 小學館         | 小學館                 | 東立出版社     | 東立出版社             |
| 卷數 | 發售日期       | ISBN                   | 發售日期       | ISBN                   |
| ---- | -------------- | ---------------------- | -------------- | ---------------------- |
| 1    | 2009年8月28日  | ISBN 978-4-09-182580-3 | 2010年11月17日 | ISBN 978-986-10-6389-8 |
| 2    | 2009年12月26日 | ISBN 978-4-09-182779-1 | 2010年11月17日 | ISBN 978-986-10-6422-2 |
| 3    | 2010年5月28日  | ISBN 978-4-09-183157-6 | 2011年3月22日  | ISBN 978-986-10-6423-9 |
| 4    | 2010年8月30日  | ISBN 978-4-09-183377-8 | 2011年8月30日  | ISBN 978-986-10-6424-6 |
| 5    | 2010年12月25日 | ISBN 978-4-09-183534-5 | 2011年9月8日   | ISBN 978-986-10-7070-4 |
| 6    | 2011年5月30日  | ISBN 978-4-09-183827-8 | 2012年7月31日  | ISBN 978-986-10-8036-9 |
| 7    | 2011年9月30日  | ISBN 978-4-09-184050-9 | 2013年1月25日  | ISBN 978-986-10-8888-4 |
| 8    | 2012年1月30日  | ISBN 978-4-09-184246-6 | 2013年2月26日  | ISBN 978-986-10-9478-6 |
| 9    | 2012年5月30日  | ISBN 978-4-09-184512-2 | 2013年7月12日  | ISBN 978-986-317-324-3 |
| 10   | 2012年10月30日 | ISBN 978-4-09-184729-4 | 2014年3月20日  | ISBN 978-986-324-507-0 |
| 11   | 2013年2月28日  | ISBN 978-4-09-184880-2 | 2014年4月28日  | ISBN 978-986-332-395-2 |
| 12   | 2013年6月28日  | ISBN 978-4-09-185240-3 | 2014年11月20日 | ISBN 978-986-337-068-0 |
| 13   | 2013年10月30日 | ISBN 978-4-09-185574-9 | 2015年1月9日   | ISBN 978-986-337-892-1 |
| 14   | 2014年2月28日  | ISBN 978-4-09-185877-1 | 2015年5月28日  | ISBN 978-986-348-745-6 |
| 15   | 2014年6月30日  | ISBN 978-4-09-186284-6 | 2015年10月8日  | ISBN 978-986-365-535-0 |
| 16   | 2014年12月26日 | ISBN 978-4-09-186668-4 | 2016年7月28日  | ISBN 978-986-382-745-0 |
| 17   | 2015年5月29日  | ISBN 978-4-09-187020-9 | 2016年12月2日  | ISBN 978-986-431-762-2 |
| 18   | 2015年11月30日 | ISBN 978-4-09-187309-5 | 2017年5月25日  | ISBN 978-986-462-760-8 |
| 19   | 2016年3月15日  | ISBN 978-4-09-187470-2 | 2018年3月29日  | ISBN 978-986-332-864-3 |
| 20   | 2016年4月12日  | ISBN 978-4-09-187530-3 | 2019年5月2日   | ISBN 978-986-470-374-6 |
| 21   | 2016年10月28日 | ISBN 978-4-09-189221-8 | 2019年11月8日  | ISBN 978-986-482-409-0 |
| 22   | 2017年3月30日  | ISBN 978-4-09-189379-6 | 2020年6月4日   | ISBN 978-986-486-269-6 |

## 衍生作品
皆由小學館發行出版。

### 漫畫
請叫我英雄 in OSAKA（大阪）漫畫／本田優貴
| 冊數 | 小學館        | 小學館                 | 東立出版社   | 東立出版社             |
| 冊數 | 發售日期      | ISBN                   | 發售日期     | ISBN                   |
| ---- | ------------- | ---------------------- | ------------ | ---------------------- |
| 全   | 2016年2月29日 | ISBN 978-4-0918-7566-2 | 2017年6月1日 | ISBN 978-986-482-304-8 |

請叫我英雄 in IBARAKI（茨城）漫畫／富士沢一矢
- 2017年2月28日發行、ISBN 978-4-0918-9317-8

請叫我英雄 in NAGASAKI（長崎）漫畫／にしだけんすけ
- 2017年2月28日發行、ISBN 978-4-0918-9318-5

請叫我英雄 公式合集漫畫 8 TALES OF THE ZQN
漫畫／水沢悦子、横槍メンゴ、石黒正数、オジロマコト、伊藤潤二、鳥飼 茜、乃木坂太郎、吉本浩二
| 冊數 | 小學館        | 小學館                 | 東立出版社    | 東立出版社             |
| 冊數 | 發售日期      | ISBN                   | 發售日期      | ISBN                   |
| ---- | ------------- | ---------------------- | ------------- | ---------------------- |
| 全   | 2016年4月12日 | ISBN 978-4-0918-7588-4 | 2018年3月22日 | ISBN 978-957-26-0250-5 |

### 小說
請叫我英雄 THE NOVEL
著／朝井リョウ、中山七里、藤野可織、下村敦史、葉真中 顕、佐藤友哉、島本理生
- 2016年4月12日發售、ISBN 978-4-09-187678-2（單行本）
- 2017年3月27日發售、ISBN 978-4-09-406405-6（文庫版）

## 電影
《喪屍末日戰》於2016年4月23日於日本上映，東寶電影公司製作出品。

### 登場人物
- 鈴木英雄：大泉洋
- 早狩比呂美：有村架純
- 藪（小田鶇）：長澤雅美
- 伊浦：吉澤悠（日语：吉沢悠）
- 珊瑚：岡田義德
- 黑川徹子：片瀨那奈
- 中田古呂利：片桐仁
- 松尾：槙田雄司（日语：マキタスポーツ）
- 三谷：塚地武雅
- 阿部先生：德井優（日语：徳井優）
- 計程車司機：村松利史（日语：村松利史）
- 千倉：風間亨（日语：風間トオル）
- ZQN：瓦斯雷射（日语：カズレーザー）（本名：金子和令，搞笑團體「楓超合金（日语：メイプル超合金）」）
- ZQN：安藤夏（日语：安藤なつ）（本名：安藤和代，搞笑團體「楓超合金」）

### 製作團隊
- 導演：佐藤信介
- 劇本：野木亞紀子
- 特攝：神谷誠
- 發行：東寶
- 製作公司：東寶電影
- 製作：電影「请叫我英雄」製作委員会

### 得獎
- 第48回（2015年）[16][17][18]
  - 錫切斯部門・觀眾獎
  - 錫切斯部門・最優特效獎
- 葡萄牙波尔图国际电影节（英语：Fantasporto）[17][18]
  - 觀眾獎
  - 亞洲電影特別獎

### 相關書籍
- 2016年4月12日發售、ISBN 978-4-09-187698-0

## 電視劇
《請叫我英雄 最初之日》為電影版的番外篇，由長澤雅美飾演的藪為主角。全劇共5集，2016年4月9日於「dTV」播出。《請叫我英雄》的前傳講述小田鶇擔任護士時的故事。

## 外部連結
- 漫畫

- （日語）連載作品介紹 （页面存档备份，存于）

- 電影
  - （日語）電影版官網
  - （日語）アイアムアヒーロー - 映画・映像－東宝WEB SITE （页面存档备份，存于）
  - （日語）映画『アイアムアヒーロー』的X（前Twitter）
  - 互联网电影数据库（IMDb）上《喪屍末日戰》的资料（英文）